# Verhandlungstheorie von Komorita und Chertkoff
Die Verhandlungstheorie von Komorita und Chertkoff (engl. bargaining theory of coalition formation) nach den  Psychologen Samuel Shozo Komorita (1927–2006) und Jerome (Jerry) M. Chertkoff (1936), beide damals an der Indiana University, ist eine 1973 veröffentlichte Verhandlungstheorie zur Erklärung der Bildung von Koalitionen und der Aufteilung der Erträge unter den Mitgliedern durch Verhandlungen. Das Wesentliche an der Koalitionsbildung sind dabei die Verhandlungen. Die Teilnehmer an den Verhandlungen kennen die jeweiligen Stärken und Schwächen der eigenen und der anderen Parteien nur teilweise (begrenzte Rationalität), haben aber eine gewisse Voraussicht über die Verhandlungsverläufe.
Die Theorie wurde aus der Beobachtung von Spielern entwickelt und überprüft, die in verschiedenen Situationen Koalitionen bilden mussten, um ihren Gewinn aus dem Spiel zu maximieren. Ähnlich wie frühere Theorien, beispielsweise Theorie der Beherrschung, Theorie der minimalen Ressourcen (Lloyd S. Shapley und Martin Shubik), Theorie der minimalen Macht (William Anthony Gamson), sagt die Verhandlungstheorie von Komorita und Chertkoff eine größere Bereitschaft zur Verhandlung mit schwächeren Spielern voraus, weil diese gleichzeitig auch eine niedrigere Gewinnerwartung haben und somit weniger Ansprüche auf die Erträge erheben. Damit geht ein Effekt einher, der eine Stärke zu einer Schwäche machen kann, wenn nämlich ein potentiell starker Partner keine Koalitionsangebote erhält, weil Koalitionen mit schwächeren Partnern auch erfolgversprechend sind und gleichzeitig größere Gewinnaussichten ermöglichen. In der Argumentation um die Erträge werden die schwächeren Parteien den Gleichheitsgrundsatz anführen, während stärkere Partner den Leistungsanteil überbetonen werden. Anfänglich wird der Ertrag ungefähr in der Mitte zwischen den beiden Ansprüchen liegen, später wird sich die Verteilung dahingehend ändern, bis der maximale Ertrag erreicht wird, den ein Partner in einer anderen Koalition erreichen könnte.
Die meisten Theorien zur Koalitionsbildung berücksichtigen nur wenige Faktoren, beispielsweise nur zwei oder drei Parteien, zur Erklärung des Phänomens. Die Ergebnisse zeigen zwar Zusammenhänge, sind aber für eine Erklärung nicht hinreichend. Komorita und Chertkoff kombinieren mehrere Faktoren und erreichen damit eine deutliche Verbesserung der Vorhersagbarkeit in Koalitionsverhandlungen.